# Aniversarea căsătoriei
O aniversare a nunții sau aniversare a căsătoriei este aniversarea datei când a avut loc o nuntă. Există și nume tradiționale pentru unele dintre ele: de exemplu, după douăzeci și cinci de ani de căsătorie are loc „nunta de argint”, după cincizeci de ani de căsătorie are loc „nunta de aur” și după șaptezeci și cinci de ani de căsătorie are loc „nunta de diamant”.
Lista cadourilor aniversare de nuntă variază în funcție de țară. 
| Ani de căsătorie | Nunta                                   | Cadouri                                                                               |
| ---------------- | --------------------------------------- | ------------------------------------------------------------------------------------- |
| 1                | Nunta de hârtie                         | din hârtie                                                                            |
| 2                | Nunta de bumbac                         | din bumbac: lenjerie, halat, papuci, prosoape de baie.                                |
| 3                | Nunta de piele                          | din piele: îmbrăcăminte, încălțăminte, geantă, o curea sau portofel.                  |
| 4                | Nunta de pânză sau nunta de flori       | flori preferate; o seară romantică.                                                   |
| 5                | Nunta de lemn                           | din lemn: o piesă de mobilier, decorațiuni, o poză de cuplu, un bonsai.               |
| 6                | Nunta de zahăr sau nunta de fier        | tort, bicicletă.                                                                      |
| 7                | Nunta de lână sau nunta de cupru        | fular, șosete, mănuși, pulover, un ibric din cupru.                                   |
| 8                | Nunta de bronz sau nunta de lut         | o vază, o statuetă din bronz, figurine din lut, cosmetice.                            |
| 9                | Nunta de salcie                         | din salcie                                                                            |
| 10               | Nunta de tinichea sau nunta de aluminiu | din aluminiu: tabacheră, brichetă, portțigaret, ceas, troller, portcard, geantă.      |
| 11               | Nunta de oțel                           | din oțel: breloc, bijuterii, tacâmuri, patine, ceas.                                  |
| 12               | Nunta de mătase                         | din mătase: batistă, cravată, eșarfă, bluză.                                          |
| 13               | Nunta de dantelă                        | din dantelă.                                                                          |
| 14               | Nunta de fildeș                         | din fildeș.                                                                           |
| 15               | Nunta de cristal                        | din cristal: decorațiuni, veselă, pahare, scrumieră, vază.                            |
| 16               | Nunta de topaz                          |                                                                                       |
| 17               | Nunta Roz                               |                                                                                       |
| 18               | Nunta Turcoaz                           |                                                                                       |
| 19               | Nunta de Rodie                          |                                                                                       |
| 20               | Nunta de porțelan                       | din porțelan: ceainic și cești, set de farfurioare, bijuterii pictate etc.            |
| 21               | Nunta de Opal                           |                                                                                       |
| 22               |                                         |                                                                                       |
| 23               | Nunta de ghimbir                        |                                                                                       |
| 24               |                                         | instrumente muzicale                                                                  |
| 25               | Nunta de argint                         | verighetele din argint.                                                               |
| 30               | Nunta de perle                          | bijuterii cu perle, butoni cu perle.                                                  |
| 35               | Nunta de corali sau nunta de fildeș     | din corali                                                                            |
| 40               | Nunta de rubin                          | flori de culoarea rubinului, bijuterii cu rubin.                                      |
| 45               | Nunta de safir                          |                                                                                       |
| 50               | Nunta de aur                            | din aur: bijuterii, tacâmuri, ceas; obiecte de culoare aurie: eșarfă, cravată, bluză. |
| 55               | Nunta de smarald                        |                                                                                       |
| 60               | Nunta de ametist                        | obiecte cu nuanțe de mov.                                                             |
| 65               | Nunta de alabastru                      |                                                                                       |
| 70               | Nunta de platină                        | un obiect din platină.                                                                |
| 75               | Nunta de diamant                        | o bijuterie cu un mic diamant sau o petrecere de pomină.                              |
| 80               | Nunta de stejar                         | obiecte cu un mic diamant sau perle                                                   |
| 85               | Nunta de Piatra Lunii                   | vin                                                                                   |
| 90               | Nunta de granit                         | o bijuterie cu un mic diamant sau smarald                                             |